# Synoicum buccinum
Synoicum buccinum är en sjöpungsart som beskrevs av Kott 1992. Synoicum buccinum ingår i släktet Synoicum och familjen klumpsjöpungar. Inga underarter finns listade i Catalogue of Life.